# Tony Moggio
Tony Moggio, né le 26 mai 1985 à Toulouse, est un joueur de rugby à XV, auteur, conférencier et chanteur.

## Biographie
Le 7 février 2010, lors d'un match amical de rugby entre son équipe de Castelginest et Labarthe-sur-Lèze, le talonneur est victime d'une section complète de la moelle épinière qui le rend tétraplégique.
Le 8 octobre 2015, un ouvrage intitulé Tony Moggio: Talonneur brisé est publié aux Éditions Privat.
Tony est désormais conférencier en entreprises, pour des associations, des municipalités, auprès des adultes et des enfants sur le thème « Une énergie nouvelle ».
Le 13 juin 2019, Tony Moggio a relevé le traversé le golfe de Saint-Tropez à la nage, un événement parrainé par le champion de natation Florent Manaudou,. Tony Moggio a en effet relié Sainte-Maxime à Saint-Tropez en 3h30 à la seule force de ses bras,,,,installé sur son Sofao, un flotteur qui maintient son corps à la surface et équipé d'une combinaison et de palmes de mains. 130 km d'entrainement ainsi que l'encadrement de professionnels du CREPS Toulouse ont été nécessaires pour la réalisation de cet exploit,. La réalisation de cette traversée a nécessité 16 mois d'entrainement intensif.
Son deuxième ouvrage intitulé “Les accidents dans le rugby – Ma vérité”, aux Editions sort le 28 février 2020,. Ce livre s'adresse à tous ceux qui se demandent si le rugby était devenu un sport dangereux: il dresse un état des lieux et montre ce qui a été réalisé pour améliorer ce sport, comme le carton bleu,.
En 2021, Tony Moggio crée un porte biberon avec une poignée adaptée à tous les jeunes parents ayant une défaillance au niveau des doigts: une idée née de son expérience de jeune parent,,,,,,.
Il lance également en 2021 Phénix, une ligne de vêtements 100% occitane qui met en avant des personnes avec des profils atypiques,,,.
Le 29 avril 2021, son troisième ouvrage, Si l’on m’apprenait que la fin du monde est pour demain, je planterais quand même un pommier, sort. Il est publié aux Éditions Privat.
Le 8 mars 2022, Tony Moggio descendra la Vallée Blanche de Chamonix: un parcours hors-piste de 24 km qu'il réalisera en tandem avec un moniteur guide de haute-montagne de l'École du Ski Français,,. Ils seront encadrés par une équipe de professionnels de la montagne. Il traverseront le Glacier du Géant et la Mer de Glace. Ce projet a finalement été reporté à 2023 en raison d'une météo défavorable,.
Le 24 septembre 2022, Tony Moggio dévoile sa première chanson « Vivre Sans Ailes », un mélange de Slam et de Pop enregistré au Studio Capitole avec la collaboration de David Bouad, bassiste du groupe Gold et fils d'Éric Bouad, batteur du groupe Les Musclés du Club Dorothée. Ce titre fait référence à son accident survenu en 2010. Le morceau est également un hommage dédié à son épouse ainsi qu’à sa famille.

## Récompenses
Le 14 juin 2019, à la suite de sa traversée du Golfe de Saint-Tropez à la nage, Tony Moggio reçoit des mains du maire de Saint-Tropez Jean-Pierre Tuveri la Médaille en Argent de la Ville de Saint-Tropez, en présence de la SNSM et de Thierry Corbalan qui l'ont accompagné pendant son défi sportif.
Le 8 janvier 2020, Tony Moggio est sacré Toulousain de l'Année 2019 lors de la Soirée des Talents organisée par Toulouse Métropole et le journal La Dépêche du Midi : cette récompense met à l'honneur son défi sportif relevé dans le golfe de Saint-Tropez en juin 2019.

## Vie privée
Tony Moggio est marié depuis le 15 juillet 2015 avec Marie, avec qui il est en couple depuis 2009. Ils ont un fils, Gianni, né en juillet 2020.

## Télévision
En 2018, Tony Moggio participe à un programme court intitulé C'est quoi cette question ? diffusé sur TF1 dans lequel il répond de façon spontanée à des questions « taboues » sur le handicap.
En mars 2020, il est le chroniqueur d'une des émissions TPMP Ouvert à Tous (Touche Pas à Mon Poste!) présentée par Benjamin Castaldi.